# Âm nhạc máy tính
Âm nhạc máy tính là hình thức sử dụng công nghệ để sáng tác, hỗ trợ các nhạc sĩ, thậm chí lập trình để máy tính có thể tự tạo nên các sản phẩm âm nhạc với các phần mềm chuyên dụng. Khái niệm này bao gồm một số lý thuyết và áp dụng những phần mềm công nghệ vào các khái niệm âm nhạc cơ bản nhằm tạo nên âm thanh tổng hợp, nhịp đếm kỹ thuật số, thiết kế hòa âm, hiệu ứng âm thanh phát, âm học và thẩm âm học. Âm nhạc máy tính chính là nền móng cho sự ra đời của âm nhạc điện tử và những thử nghiệm và cải tiến đầu tiên của các nhạc cụ điện tử vào cuối thế kỷ 20.
Tới thập niên 2000, với sự phổ biến rộng khắp của máy tính cá nhân tiện nghi tốc độ xử lý cao, cùng sự phát triển của kỹ thuật phòng thu và thu âm kỹ thuật số từ Garageband tới Protools, khái niệm này được nhắc tới để miêu tả âm nhạc được tạo nên từ công nghệ kỹ thuật số.